# Уилтонская культура
Уилтонская культура — археологическая культура, распространённая на юго-востоке Африки около 6 тыс. лет назад (4000 г. до н. э.).
Впервые культуру описал Джон Хьюитт после того, как он в сотрудничестве с К. У. Уилмотом (C. W. Wilmot) раскопал пещеру на ферме Уилтон (Wilton).
Среди известных памятников-стоянок данной культуры — стоянка на водопадах Каламбо и наскальные рисунки в долине Твифелфонтейн.
Уилтонская культура по многим параметрам сходна с европейскими мезолитическими культурами. Весьма распространёнными артефактами являются микролиты. На поздних этапах существования данной культуры появляются признаки использования железа.